# Keren
Keren (Cheren) es la segunda ciudad de Eritrea. Situada al noroeste de Asmara, es la capital de la provincia de Anseba y residencia de la tribu Bilen. En el año 2005, la ciudad tenía una población de unos 86.483 habitantes.  

## Contexto histórico
La localidad creció alrededor de la línea férrea, hoy en día desmantelada (existiendo planes para su reconstrucción). Hay un importante centro comercial y escena de batallas en la Segunda Guerra Mundial y la guerra de la independencia de Eritrea. Tuvo un papel fundamental en la batalla de Keren entre las tropas italianas y británicas en 1941.

## Patrimonio
Destacan varios: existe un fuerte egipcio del siglo XIX, el baobab de la capilla de St Maryam, la estación de tren, de 1930, la antigua mezquita, el mausoleo Said Bakri, los cementerios de las armadas británicas e italianas y el mercado local. En las cercanías se encuentra el monasterio Debre Sina, conocido por sus alojamientos en cuevas.

## División administrativa
La ciudad está dividida en varios distritos:
- Elabered
- Hagaz
- Halhal
- Melbaso

## Ciudades hermanadas
- Trondheim, Noruega